# Malaysian Open 2017
Alya Malaysian Open 2017 — жіночий тенісний турнір, що проходив на відкритих кортах з твердим покриттям. Це був 8-й за ліком Malaysian Open. Належав до серії International у рамках Туру WTA 2017. Відбувся в Kuala Lumpur Golf & Country Club (KLGCC) у Куала-Лумпурі (Малайзія). Тривав з 27 лютого до 5 березня 2017 року

## Очки і призові гроші

### Розподіл очок
| Дисципліна       | П   | Ф   | ПФ  | ЧФ | 1/8 | 1/16 | Q   | Q3  | Q2  | Q1  |
| Одиночний розряд | 280 | 180 | 110 | 60 | 30  | 1    | 18  | 14  | 10  | 1   |
| Парний розряд    | 280 | 180 | 110 | 60 | 1   | Н/Д  | Н/Д | Н/Д | Н/Д | Н/Д |

### Розподіл призових грошей
| Дисципліна       | П       | F       | ПФ      | ЧФ     | 1/8    | 1/16   | Q2     | Q1   |
| Одиночний розряд | $43,000 | $21,400 | $11,500 | $6,175 | $3,400 | $2,100 | $1,020 | $600 |
| Парний розряд    | $12,300 | $6,400  | $3,435  | $1,820 | $960   | Н/Д    | Н/Д    | Н/Д  |

## Учасниці основної сітки в одиночному розряді

### Сіяні пари
| Країна    | Гравчиня             | Рейтинг1 | Сіяні |
| --------- | -------------------- | -------- | ----- |
| Україна   | Еліна Світоліна      | 13       | 1     |
| Іспанія   | Карла Суарес Наварро | 14       | 2     |
| Франція   | Каролін Гарсія       | 24       | 3     |
| КНР       | Пен Шуай             | 57       | 4     |
| КНР       | Дуань Інін           | 68       | 5     |
| КНР       | Ван Цян              | 76       | 6     |
| Бельгія   | Елісе Мертенс        | 80       | 7     |
| Туреччина | Чагла Бююкакчай      | 81       | 8     |

- 1 Рейтинг подано станом на 20 лютого 2017.

### Інші учасниці
Нижче наведено учасниць, які отримали вайлдкард на участь в основній сітці:
- Заріна Діяс
- Катаріна Завацька
- Чжен Сайсай

Нижче наведено гравчинь, які пробились в основну сітку через стадію кваліфікації:
- Ешлі Барті
- Чан Су Джон
- Анна Калинська
- Мію Като
- Леслі Керкгове
- Сабіна Шаріпова

### Знялись з турніру
До початку турніру
- Сорана Кирстя →її замінила  Чжу Лінь
- Ваня Кінґ →її замінила  Сільвія Солер Еспіноза
- Карін Кнапп →її замінила  Сара Соррібес Тормо
- Курумі Нара →її замінила  Ніна Стоянович
- Юлія Путінцева →її замінила  Марина Заневська
- Євгенія Родіна →її замінила  Александра Крунич
- Марія Саккарі →її замінила  Чжан Кайлінь

Під час турніру
- Еліна Світоліна (left lower leg injury)

### Завершили кар'єру
- Пен Шуай

## Учасниці основної сітки в парному розряді

### Сіяні
| Країна    | Гравчиня       | Країна | Гравчиня       | Рейтинг | Сіяна |
| --------- | -------------- | ------ | -------------- | ------- | ----- |
| КНР       | Лян Чень       | КНР    | Чжен Сайсай    | 92      | 1     |
| Японія    | Аояма Сюко     | КНР    | Ян Чжаосюань   | 103     | 2     |
| Аргентина | Марія Ірігоєн  | Польща | Паула Канія    | 139     | 3     |
| США       | Ніколь Мелічар | Японія | Ніномія Макото | 148     | 4     |

- Рейтинг подано станом на 20 лютого 2017.

### Інші учасниці
Пари, що отримали вайлдкард на участь в основній сітці:
- Беатріс Гумуля  /  Тейвія Сельвараджу
- Джавайрія Нурдін  /  Джессі Ромп'єс

## Переможниці

### Одиночний розряд
- Ешлі Барті —  Нао Хібіно, 6–3, 6–2

### Парний розряд
- Ешлі Барті /  Кейсі Деллаква —  Ніколь Мелічар /  Ніномія Макото, 7–6(7–5), 6–3